# Малеевка (Харьковская область)
Малеевка (укр. Маліївка) — село,
Песко-Радьковский сельский совет,
Боровский район,
Харьковская область.
Код КОАТУУ — 6321083002. Население по переписи 2001 г. составляет 217 (102/115 м/ж) человек.

## Географическое положение
Село Малеевка находится у истоков ручья Соленая, который через 10 км впадает в Оскольское водохранилище (река Оскол).
Ниже по речению в 2-х км расположено село Пески-Радьковские.

## История
- 1780-е года — время первого упоминания села[1].
- 1999 — к селу Малеевка присоединили село Помилуйковка[4].

## Достопримечательности
- Братская могила советских воинов. Похоронено 146 воинов.

## Известные люди
- В селе родился схиархиепископ Украинской православной церкви Алипий (Погребняк) (1945—2021).

## Религия
До закрытия в советское время в селе была деревянная церковь в честь Рождества Пресвятой Богородицы. После закрытия местная власть использовала как клуб, впоследствии церковь сгорела.